# Siphonogorgia scoparia
Siphonogorgia scoparia är en korallart som beskrevs av Wright och Studer 1889. Siphonogorgia scoparia ingår i släktet Siphonogorgia och familjen Nidaliidae. Inga underarter finns listade i Catalogue of Life.